# Atergatopsis
Atergatopsis is een geslacht van kreeftachtigen uit de klasse van de Malacostraca (hogere kreeftachtigen).

## Soorten
- Atergatopsis alcocki (Laurie, 1906)
- Atergatopsis amoyensis de Man, 1879
- Atergatopsis germaini A. Milne-Edwards, 1865
- Atergatopsis granulata A. Milne-Edwards, 1865
- Atergatopsis immigrans (Edmondson, 1962)
- Atergatopsis inskipensis (Rathbun, 1923)
- Atergatopsis lucasii Montrouzier, 1865
- Atergatopsis obesa (A. Milne-Edwards, 1865)
- Atergatopsis signata (Adams & White, 1849)
- Atergatopsis signatus (Adams & White, 1849)
- Atergatopsis tweediei Balss, 1938